# Vòng loại Giải vô địch bóng đá nữ U-17 thế giới khu vực châu Đại Dương 2012
Vòng loại Giải vô địch bóng đá nữ U-17 thế giới khu vực châu Đại Dương 2012 diễn ra tại New Zealand từ 9 tới 13 tháng 4 năm 2012 được tổ chức nhằm xác định đội tuyển của khu vực châu Đại Dương tham dự Giải vô địch bóng đá nữ U-17 thế giới 2012.
Giải được tổ chức song song với Giải vô địch bóng đá nữ U-20 châu Đại Dương 2012.

## Các trận đấu
| Đội                | Tr | T | H | B | BT | BB | HS  | Đ |
| ------------------ | -- | - | - | - | -- | -- | --- | - |
| New Zealand        | 3  | 3 | 0 | 0 | 29 | 1  | +28 | 9 |
| Papua New Guinea   | 3  | 2 | 0 | 1 | 4  | 11 | –7  | 6 |
| Quần đảo Cook      | 3  | 1 | 0 | 2 | 5  | 10 | –5  | 3 |
| Nouvelle-Calédonie | 3  | 0 | 0 | 3 | 1  | 17 | –16 | 0 |

| Nouvelle-Calédonie | 0 – 1   | Papua New Guinea |
| ------------------ | ------- | ---------------- |
|                    | Báo cáo | Kaikas 18'       |

| New Zealand                                                                | 7 – 0   | Quần đảo Cook |
| -------------------------------------------------------------------------- | ------- | ------------- |
| Puketapu 18' · Bott 22' · Rolston 29' · Carlsen 33', 75' · Palmer 67', 71' | Báo cáo |               |

| Nouvelle-Calédonie | 1 – 13  | New Zealand |
| ------------------ | ------- | --- |
| Valefakaaga 19'    | Báo cáo | Pereira 2', 31', 47', 86' · Rolston 28', 60' · Puketapu 36', 84', 90+3' · Cleverley 69' · Carlsen 77' · Innes 82' · Palmer 90+4' |

| Quần đảo Cook | 2 – 3   | Papua New Guinea             |
| ------------- | ------- | ---------------------------- |
| Toka 33', 69' | Báo cáo | Lorenz 21', 27' · Kaikas 53' |

| Quần đảo Cook                       | 3 – 0   | Nouvelle-Calédonie |
| ----------------------------------- | ------- | ------------------ |
| Taio 8' · Maoate-Cox 71' · Toka 77' | Báo cáo |                    |

| Papua New Guinea | 0 – 9   | New Zealand                                                                            |
| ---------------- | ------- | -------------------------------------------------------------------------------------- |
|                  | Báo cáo | Lee 1' · Cleverley 22', 39' · Carlsen 36', 40', 78' · Pereira 46', 90+3' · Rolston 78' |